# Liberté de Choisel
Liberté de Choisel, född 21 april 2021, är en fransk varmblodig travhäst. Hon tränas av Sylvain Gérard Dupont och körs av Anthony Barrier.
Liberté de Choisel började tävla 2024 och inledde med en seger. Hon har hittills sprungit in 161 550 euro på 9 starter varav 8 segrar.
Den hittills största segern i karriären har kommit i Prix Guy Le Gonidec (2025).

## Statistik
| Statistik för Liberté de Choisel (Ref.) | Statistik för Liberté de Choisel (Ref.) | Statistik för Liberté de Choisel (Ref.) | Statistik för Liberté de Choisel (Ref.) | Statistik för Liberté de Choisel (Ref.) | Statistik för Liberté de Choisel (Ref.) |
| --------------------------------------- | --------------------------------------- | --------------------------------------- | --------------------------------------- | --------------------------------------- | --------------------------------------- |
| Starter                                 | Placeringar                             | Startprissumma                          | Segerprocent                            | Platsprocent                            | Rekord                                  |
| 9                                       | 8-0-0                                   | 161 550 euro                            | 89 %                                    | 89 %                                    | 1.12,0ak,                               |

### Större segrar
| År   | Lopp                | Kusk            | Vinstbelopp | Grupp   |
| ---- | ------------------- | --------------- | ----------- | ------- |
| 2025 | Prix Guy Le Gonidec | Anthony Barrier | 54 000 EUR  | Grupp 2 |